# Strada statale 117 ter di Nicosia
La strada statale 117 ter di Nicosia (SS 117 ter), già nuova strada ANAS 159 di Nicosia (NSA 159), è una strada statale italiana che permette di evitare il centro abitato di Nicosia, al traffico proveniente dalla strada statale 117 e dalla strada statale 120.

## Descrizione
La costruzione della strada è inserita nello scenario più ampio di riorganizzazione della viabilità della Sicilia centrale da nord a sud. Si prevede, in futuro, la prosecuzione verso nord fino a saldarsi con la strada statale 117 ammodernata, e la realizzazione verso sud di un nuovo tracciato parte dell'itinerario nord-sud tra Santo Stefano di Camastra e Gela, con collegamento diretto con l'autostrada A19. La strada parte dalla periferia orientale di Nicosia e termina innestandosi sulla strada statale 120 dell'Etna e delle Madonie dopo il viadotto sul torrente Fiumetto, lungo 965 metri.
Provvisoriamente denominata nuova strada ANAS 159 di Nicosia (NSA 159), ha ricevuto nel 2012 la classificazione definitiva attuale.

### Tabella percorso
| di Nicosia |                           |     |           |
| Tipo       | Indicazione               | km  | Provincia |
|            | Centrale Sicula           | 0,0 | EN        |
|            | dell'Etna e delle Madonie | 6,3 | EN        |